# Patrick Ruiz
Pour les articles homonymes, voir Ruiz.
Patrick Ruiz est un athlète français, né à Vélizy-Villacoublay le 28 décembre 1969, adepte de la course d'ultrafond et champion de France des 24 heures en 2016 et 2019.

## Biographie
Patrick Ruiz est champion de France des 24 heures de Brive en 2016 et en 2019,. En 2017, il termine deuxième des championnats de France des 24 heures de Vierzon. Il est également champion d’Europe IAU des 24 heures par équipe aux 24 h d'Albi en 2016 et de Timisoara en 2018,.

## Records personnels
Statistiques de Patrick Ruiz d'après la Fédération française d'athlétisme (FFA) et la Deutsche Ultramarathon-Vereinigung (DUV) :
- 10 km route : 35 min 15 s en 2008
- Semi-marathon : 1 h 19 min 19 s en 2013
- Marathon : 2 h 50 min 49 s au marathon d'Orléans en 2010[10]
- 50 km route : 3 h 27 min 53 s aux 50 km des étangs de Sologne en 2015
- 100 km route : 8 h 6 min 0 s aux 100 km de Millau en 2015
- 100 miles route : 15 h 6 min 28 s aux championnats d'Europe IAU des 24 h de Timisoara en 2018 (100 miles split)
- 6 heures route : 76,893 km aux 6 h de Saint-Fons en 2015
- 12 heures route : 132,726 km aux championnats d'Europe IAU des 24 h d'Albi en 2016 (12 h split)
- 24 heures route : 252,364 km aux championnats d'Europe IAU des 24 h d'Albi en 2016
- 6 jours : 632,550 km aux 6 jours de France en 2023